# باقرلو
باقرلو (بالإنجليزية: Baqerlu)‏ هي مستوطنة تقع في قسم آزادلو الريفي (مقاطعة غرمي) في إيران. يقدر عدد سكانها بـ 78 نسمة .